# Gottlieb Ernst August Mehmel
Gottlieb Ernst August Mehmel (* 21. Januar 1761 in Wintzingerode, Eichsfeld; † 7. Juni 1840 in Erlangen) war ein deutscher Philosoph und Bibliothekar.

## Leben
Gottlieb Ernst August Mehmel besuchte das Pädagogium in Halle und studierte anschließend Theologie an der Universität Halle. Er wechselte später zu den Studienzweigen Philosophie und Schöne Wissenschaften.
1790 wurde er als provisorischer Lehrer im Waisenhaus in Halle (heute: Franckesche Stiftungen) angestellt und am 29. März 1781 kam die Ernennung zum natürlichen Lehrer des Pädagogiums. Durch seine Tätigkeit im Waisenhaus wurde der dortige Direktor August Hermann Niemeyer auf ihn aufmerksam, der ihn dem preußischen Staatsminister Karl August von Hardenberg empfahl, als dieser einen Begleiter für seinen Sohn Christian von Hardenberg-Reventlow (1775–1841) suchte. Gemeinsam reisten sie nach Kopenhagen und 1791 begleitete er Christian von Hardenberg-Reventlow an die Universität Erlangen. Dort wurde Gottlieb Ernst August Mehmel per Dekret vom 1. Juni 1792 als Lehrer des königlichen Pädagogiums in Halle zum außerordentlichen Professor der Philosophie und der Schönen Wissenschaften befördert, nachdem von Hardenberg, als preußischer Minister, die Regierung in Ansbach-Bayreuth übernahm.
1793 unternahm Gottlieb Ernst August Mehmel mit seiner Ehefrau und seinem Erstgeborenen eine Reise nach Königsberg, um dort Immanuel Kant und Theodor Gottlieb von Hippel kennen zu lernen, von da aus reiste nach Hamburg-Wandsbek und besuchte Matthias Claudius. 
1794 wurde er zum Sekretär des "Instituts der Moral und der Schönen Wissenschaften" ernannt, ein Zweig der Deutschen Gesellschaft, das 1754 als literarische Gesellschaft durch Johann Ernst Basilius Wiedeburg gegründet wurde. Nachdem das Institut geschlossen wurde, übersandte Gottlieb Ernst August Mehmel den Bibliotheksbestand an die Universitätsbibliothek der Universität Erlangen.
Am 12. Oktober 1799 erfolgte die Beförderung zum dritten ordentlichen Professor der Philosophie an der Universität Erlangen.
Von Juli 1800 an, war er unter Johann Georg Meusel Mitredakteur der Erlanger Litteraturzeitung. Vom 22. Februar bis Ende Dezember 1801 war er ihr alleiniger Redakteur und ab Januar 1802 wieder Mitredakteur neben Karl Christian von Langsdorf.
Am 31. Dezember 1804 wurde er zweiter Universitätsbibliothekar.
Am 6. Juli 1808, nach dem Weggang von Johann Gottlieb Fichte, erfolgte seine Ernennung zum zweiten ordentlichen Professor der Philosophie. Von da an war er lange Zeit fast der einzige Vertreter der philosophischen Fakultät. In dieser Zeit hielt er alleine Vorlesungen zur Logik und Metaphysik, Moral, Naturrecht, Psychologie und Ästhetik sowie der Geschichte der Literatur.
Er lehnte zwei Berufungen an andere Universitäten ab und hätte hierbei auch erneut Nachfolger von Fichte werden können.
1817 wurde er nach dem Tod von August Friedrich Pfeiffer zum Direktor der Universitätsbibliothek ernannt und blieb bis 1819 alleiniger Bibliothekar. Weil die Erlanger Universitätsbibliothek an verschiedenen Orten verstreut war, wurde diese 1825, unter seiner Leitung, an einem Ort zusammengefasst.
Ab 1818 wurde er fünfmal zum Prorektor gewählt.
Zusätzlich zu seinen Aufgaben erfolgte 1819 seine Wahl als Abgeordneter zur ersten und zweiten Ständeversammlung. Sein Wirken in der Ständeversammlung wurde durch Graf Karl Christian Ernst von Bentzel-Sternau in dessen "Baiernbriefen" entsprechend gewürdigt.
1792 heiratete er Christiane Henriette (* 1772; † 1800), geb. Deutsch, eine Predigertochter aus Frankfurt (Oder), die nach dem Tod ihres Vaters bei ihrem Stiefvater, Hofrat Keudel lebte. Gemeinsam hatten sie zwei Söhne und eine Tochter. Seine Tochter Friederike (1796–1861) heiratete später Johann Konrad Irmischer (1797–1857), Theologe und Bibliothekar in Erlangen. Gottlieb Ernst August Mehmels Ehefrau verstarb bereits mit 28 Jahren und er verheiratete sich nicht erneut.

## Wirken
Aufgrund der Lehrtätigkeit von Gottlieb Ernst August Mehmel, wie auch durch seine literarischen Erzeugnisse, war er mit Johann Gottlieb Fichte, Friedrich Heinrich Jacobi und Jean Paul befreundet.
Beharrlich verteidigte er das Recht auf freie Meinungsäußerung sowie die gerechtfertigten Ansprüche der Universität gegenüber der französischen Regierung in Bayreuth.
Er hat sich als langjähriger Protoscholarch immer für die Aufrechterhaltung der Universität und des mit ihr verbundenen Gymnasiums, dessen Auflösung 1819 schon so gut wie beschlossen war, sowie für die Erwerbung der ehemaligen markgräflichen Gebäude und des Schlossgartens für die Universität eingesetzt.

## Auszeichnungen
Am 22. November 1821 ernannte der König Maximilian Joseph Gottlieb Ernst August Mehmel zum Hofrat.
Die Juristenfakultät der Universität Erlangen überreichte ihm am 3. Mai 1828 das Ehrendiplom eines Doktor der Rechte.
König Ludwig I. verlieh ihm am 22. April 1831 das Ehrenkreuz des königlich-bayerischen Ludwigsorden.

## Werke (Auswahl)
- Briefe eines Weltbürgers über die Regierungsveränderung in den Fürstenthümern Anspach und Baireuth. Erlangen: Palm, 1792.
- Ueber den Einfluß der schönen Wissenschaften auf die Veredlung der Menschheit: eine Rede zur Feier des Geburtstages unsers theuersten Königs, Friedrich Wilhelms. Erlangen: Junge, 1792.
- Johann Abraham Peter Schulz; Johann von Ewald; Gottlieb Ernst August Mehmel: Maria und Johannes: eine Passionscantate. Erlangen 1793.
- Quid De Academicarum Dissertationum In Adeundis Docendi Muneribvs Conscribendarum More Stauendum Sit: Prolvsio Qua Ad Audiendam Orationem Qua Decet Observantia Invitat. Erlangae, 1795.
- Versuch einer kompendiarischen Darstellung der Philosophie zur Erleichterung ihres Studiums. 1. Versuch einer vollständigen Theorie des Vorstellungsvermögens als elementarer Grundlage der Philosophie. Erlangen: Palm, 1797.
- Kiri Karl Morgensternile. Erlangen 1800.
- Versuch einer vollständigen analytischen Denklehre als Vorphilosophie und im Geiste der Philosophie. Erlangen, 1803.
- Über das Verhältnis der Philosophie zur Religion. Erlangen, 1805.
- Lehrbuch der Sittenlehre. Erlangen: Bruening, 1811.
- Die reine Rechtslehre. Erlangea, J.J. Palm, 1815.
- Rede bey der Jubel-Feier der 25jährigen Regierung Seiner Maiestät unseres Allerdurchlauchtigsten Grossmächtigsten Allgeliebtesten Königs und Herrn Maximilian Joseph: am 17ten Februar in der Universitäts-Kirche zu Erlangen gehalten. Erlangen, 1824.
- Johann Ludwig Döderlein; Adolph Henke; Gottlieb Ernst August Mehmel: Lectiones Homericae. 1, Regiae Friderico-Alexandrinae Litterarum Universitatis prorector D. Adolph. Christian. Henricus Henke successorem suum commendat. Erlangae: Junge, 1827.
- Johann Ludwig Döderlein; Adolph Henke; Gottlieb Ernst August Mehmel: Lectiones Homericae. 3, Regiae Friderico-Alexandrinae litterarum universitatis prorector D. Georg Bened. Winer successorem suum commendat. Erlangae: Junge, 1829.
- Zum Studium der philosophischen und kameralistischen Wissenschaften. Erlangen, 1832.
- Johann Ludwig Döderlein; Gottlieb Ernst August Mehmel: Regiae Friderico-Alexandrinae literarum universitatis prorector D. Theoph. Ern. Aug. Mehmel successorem suum commendat: lectionum variarum ogdoadem. Erlangae: Junge, 1835.
- Litteratur-Zeitung

Jan./Juni = Bd. 1, Walther, Erlangen, 1799, (Digitalisat, Bayerische StaatsBib.).
Juli/Dez. = Bd. 2, Walther, Erlangen, 1799, (Digitalisat, Bayerische StaatsBib.).
Jan./Juni = Bd. 3, Walther, Erlangen, 1800, (Digitalisat, Bayerische StaatsBib.).
Juli/Dez. = Bd. 4, Walther, Erlangen, 1800, (Digitalisat, Bayerische StaatsBib.).
Juli/Dez. = Bd. 6, Walther, Erlangen, 1801, (Digitalisat, Bayerische StaatsBib.).
Jan./Juni = Bd. 7, Walther, Erlangen, 1802, (Digitalisat, Bayerische StaatsBib.).